# 별을 산 날
별을 산 날(星をかった日)은 일본에서 제작된 미야자키 하야오 감독의 2006년 애니메이션 영화이다. 2006년 1월 3일 개봉하였다. 스튜디오 지브리를 위해 스즈키 도시오가 제작하였다. 도쿄 미타카시 미타카의 숲 지브리 미술관의 새턴 시어터에서만 상영된다. 이 영화는 이노우에 나오히사의 스토리에 기반을 둔다.